# 1651 en littérature
| Années de la littérature : 1648 - 1649 - 1650 - 1651 - 1652 - 1653 - 1654    |
| Décennies de la littérature : 1620 - 1630 - 1640 - 1650 - 1660 - 1670 - 1680 |

Cet article présente les faits marquants de l'année 1651 en littérature.

## Événements
- 17 octobre : lettre de Pascal à sa sœur Gilberte Périer sur la mort de leur père[1].

## Parutions

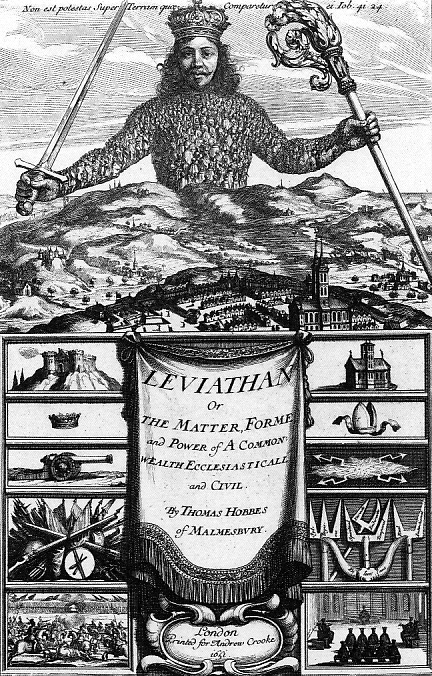
Léviathan.

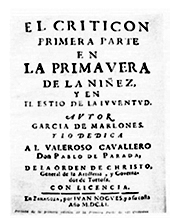
Le Criticon, page de garde de l'édition de 1651

- 16 janvier :  achevé d'imprimer de l'ouvrage de Marin Le Roy de Gomberville, La Jeune Alcidiane, Paris, Augustin Courbé, 1651 (présentation en ligne)
- 24 février : parution de Pro populo Anglicano defensio (« La Défense du peuple anglais »), pamphlet de John Milton[2].
- 3 avril : achevé d'imprimer de l'ouvrage d'Honorat de Bueil de Racan, Odes sacrées, Paris, Jean Dubray, 1651 (présentation en ligne)

- 25 avril (15 avril du calendrier julien) : dédicace du traité de philosophie politique de Thomas Hobbes, Le Léviathan : or, The Matter, Forme, & Power of a Common-wealth Ecclesiasticall and Civil, Andrew Crooke, 1651 (présentation en ligne). Il y défend les thèses de la monarchie absolue.

- 10 septembre : achevé d'imprimer de l'ouvrage de Claude Barthelemy Morisot et François Cauche, Relations véritables et curieuses de l’île de Madagascar et du Brésil, Paris, Augustin Courbé, 1651 (présentation en ligne).
- 15 septembre : publication chez Toussaint Quinet à Paris de la première partie du Roman comique, de Scarron[3].

- Charles Drelincourt, Les Consolations de l'âme fidèle, contre les frayeurs de la mort : Avec les dispositions et préparations pour bien mourir, Charenton, Louis Vendosme, 1651 (présentation en ligne).
- Alexandre de Rhodes, Dictionarium Annamiticum Lusitanum et Latinum, Rome, Sacra Congregatio de Propaganda Fide, 1651 (présentation en ligne), dictionnaire vietnamien-portugais-latin composé par le lexicographe jésuite français.

- Baltasar Gracián publie à Saragosse la première partie de son roman allégorique, El Criticón[4].

- Adriai tengernek Syrenaia (« La sirène de l'Adriatique »), recueil de poèmes de Miklós Zrínyi contenant le Szigeti veszedelem ( « Péril de Sziget »), épopée en vers composée en 1645-1646[5].
- Henry Wotton, Reliquiae Wottonianae, Londres, Thomas Maxey, 1651 (présentation en ligne), posthume.
- William D'Avenant, Gondibert : an heroick poem, Londres, John Holden, 1651 (présentation en ligne)